# Desamparados (Alajuela)
Desamparados è un distretto della Costa Rica facente parte del cantone di Alajuela, nella provincia di Alajuela.